# Landeshaushaltsordnung (Berlin)
Die Landeshaushaltsordnung von Berlin enthält Regelungen zur Aufstellung des Haushalts, zur Besetzung von Stellen mit Beamten oder Angestellten und zu den Rechten des Rechnungshofes. Die Ordnung trifft Aussagen, wann das Abgeordnetenhaus oder die Bezirksverordnetenversammlung über Vorgänge zu unterrichten sind. In bestimmten Fällen sind Haushaltssperren möglich.

## Inhalt
- Teil 1: Allgemeine Vorschriften zum Haushaltsplan
- Teil 2: Aufstellung des Haushaltsplans
- Teil 3: Ausführung des Haushaltsplans
- Teil 4: Zahlungen, Buchführung und Rechnungslegung
- Teil 5: Rechnungsprüfung
- Teil 6: Landesunmittelbare juristische Personen des öffentlichen Rechts
- Teil 7: Sondervermögen
- Teil 8: Entlastung
- Teil 9: Übergangs- und Schlussbestimmungen

## Grundsätze
Der Landeshaushaltsordnung liegen die Grundsätze der Haushaltsklarheit und -wahrheit, der Wirtschaftlichkeit und Sparsamkeit zu Grunde.

## Zuständige Behörde
Zuständige Behörde ist die Senatsverwaltung für Finanzen.